# لمريفك (دار العسلوجي)
لمريفك هي إحدى مشيخات المملكة المغربية، تتبع جغرافيا لإقليم سيدي قاسم وإداريًا لدار العسلوجي. يقدر عدد سكانها بـ 8901 نسمة حسب الإحصاء الرسمي للسكان والسكنى لسنة 2004.